# Shane de Silva
Shane Calisa de Silva (* 22. September 1972) ist eine ehemalige Cricketspielerin und Fußballschiedsrichterin aus Trinidad und Tobago. Sie spielte zwischen 2003 und 2005 für das West Indies Women’s Cricket Team und stand gleichzeitig als Schiedsrichterin ab 2002 auf der Liste der FIFA-Schiedsrichter.

## Werdegang
De Silva wuchs zusammen mit fünf Brüdern auf. Neben dem Sport arbeitete sie als Lehrerin für Menschen mit Behinderungen.

### Karriere als Cricketspielerin
De Silva begann das Cricket-Spiel mit elf Jahren. Ab 2001 spielte sie für Trinidad und Tobago im west-indischen Cricket. Im Alter von 31 Jahren wurde sie dann in die Nationalmannschaft berufen und gab im März 2003 gegen Sri Lanka ihr WODI-Debüt. Im Juli war sie dann Teil des Teams bei der Qualifikation für die kommende Weltmeisterschaft in den Niederlanden, wo das Team mit dem zweiten Platz die Qualifikation für die Endrunde erreichte. Sie war dann Teil des Kaders der West Indies beim Women’s Cricket World Cup 2005, wobei ihre beste Leistung 29 Runs gegen Australien waren. Die Mannschaft schied jedoch schon in der Vorrunde aus und verpasste das Halbfinale. Ihren letzten Einsatz in der Nationalmannschaft hatte sie dann direkt nach dem Turnier bei der WODI-Serie in Südafrika.

### Karriere als Fußballschiedsrichterin
Schon während ihrer Cricket-Karriere begann sie als Schiedsrichterin und stand ab 2002 auf der Liste der FIFA-Schiedsrichter. Sie leitete zwei Spiele in der Gruppenphase beim olympischen Fußballturnier 2008 in Peking. Beim CONCACAF Women’s Gold Cup 2010 in Mexiko war sie Schiedsrichterin im Finale zwischen Kanada und Mexiko (1:0). Zuvor hatte sie bereits ein Gruppenspiel sowie das Halbfinale zwischen Costa Rica und Kanada geleitet. Zudem war sie bei der U-20-Weltmeisterschaft 2006 in Russland im Einsatz.